# Alejandro Algara
Alejandro Algara Menéndez (25 de enero de 1928-18 de abril de 2020) fue un tenor lírico mexicano que alcanzó la fama durante las décadas de 1950, 1960 y 1970, por ser intérprete de las canciones del músico poeta mexicano Agustín Lara.

## Biografía
Fue discípulo del maestro José Pierson. Debutó en la estación de radio XEW-AM en 1950. Inició su carrera artística interpretando boleros de Gonzalo Curiel. Posteriormente interpretó canciones de Agustín Lara, con quien entabló una gran amistad. Además de ser su amigo y admirador, lo acompañó en varias giras artísticas y presentaciones en radio y televisión llegando a ser su “intérpete exclusivo”. Por su parte, Agustín Lara llegó a comentar que “la voz de Alejandro Algara nos ofrece el vino del recuerdo en la fuente del corazón”.
Además de su extensa carrera como músico y compositor, en 1959 fue contactado por los estudios Churubusco y por el director de doblaje Edmundo Santos, para prestarle voz al Príncipe Felipe en el cuento animado clásico de Walt Disney, La bella durmiente.[cita requerida]
Obtuvo premios internacionales en Polonia, durante el 4.° Festival de la Canción, y Japón. Participó en la televisión al lado de Joaquín Pardavé. Además de los boleros y canciones de Lara, interpretó canciones de otros autores como “Adiós Nicanor”, “La borrachita”, “Dónde estás corazón”, “Adiós mi chaparrita”, “Te quiero dijiste”, “Flor Silvestre”, “Ojos tapatíos”, “Desterrado”, “Cabellera blanca”, “Tú sólo tú”, “La malagueña”, “Españolerías”, “Te he de querer”, “Rayando el sol”, “La barca de oro”, “Enamorada” y “China” entre muchas otras.
Falleció el 18 de abril de 2020 a los noventa y dos años.